# 루시현 (핑샹시)

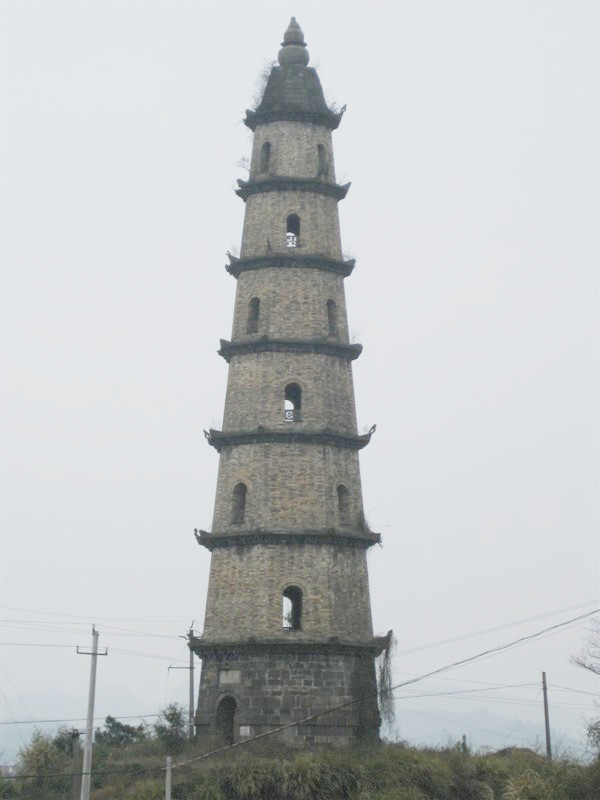

루시현(한국어: 노계현, 중국어: 芦溪县, 병음: Lúxī Xiàn)은 중화인민공화국 장시성 핑샹 시의 현급 행정구역이다. 넓이는 963km2이고, 인구는 2007년 기준으로 280,000명이다.

## 행정 구역
5개 진, 5개 향을 관할한다.
- 진: 芦溪镇, 银河镇, 宣风镇, 上埠镇, 南坑镇.
- 향: 源南乡, 万龙山乡, 新泉乡, 张佳坊乡, 长丰乡.